# Aconitum azumiense
Aconitum azumiense là một loài thực vật có hoa trong họ Mao lương. Loài này được Kadota & Hashido mô tả khoa học đầu tiên năm 1991.